# Walter Jones (Politiker)
Walter Jones (* 18. Dezember 1745 in Williamsburg, Colony of Virginia; † 31. Dezember 1815 im Westmoreland County, Virginia) war ein US-amerikanischer Politiker. Zwischen 1797 und 1811 vertrat er zweimal den Bundesstaat Virginia im US-Repräsentantenhaus.

## Werdegang
Walter Jones wuchs noch während der britischen Kolonialzeit auf. Er besuchte bis 1760 das College of William & Mary in Williamsburg. Danach studierte er bis 1770 in Edinburgh (Schottland) Medizin. Anschließend kehrte er nach Virginia zurück, wo er sich im Northumberland County niederließ. Im Jahr 1777 war er während des Unabhängigkeitskrieges leitender Arzt im mittleren Militärbezirk. Nach dem Krieg schlug er eine politische Laufbahn ein. Von 1785 bis 1787 saß Jones im Abgeordnetenhaus von Virginia. Im Jahr 1788 gehörte er einer Versammlung zur Überarbeitung der Verfassung von Virginia an. Ende der 1790er Jahre schloss er sich der damals von Thomas Jefferson gegründeten Demokratisch-Republikanischen Partei an.
Bei den Kongresswahlen des Jahres 1796 wurde Jones im 19. Wahlbezirk von Virginia in das US-Repräsentantenhaus in Philadelphia gewählt, wo er am 4. März 1797 die Nachfolge von John Heath antrat. Bis zum 3. März 1797 konnte er zunächst nur eine Legislaturperioden im Kongress absolvieren. In den Jahren 1802 und 1803 war Jones erneut Abgeordneter im Staatsparlament von Virginia. Bei den Wahlen des Jahres 1802 wurde er im achten Distrikt seines Staates erneut in den inzwischen in Washington, D.C. tagenden Kongress gewählt. Dort löste er am 4. März 1803 Thomas Claiborne ab. Nach drei Wiederwahlen konnte er bis zum 3. März 1811 drei weitere Amtszeiten im US-Repräsentantenhaus verbringen. In diese Zeit fielen der von Präsident Jefferson getätigte Louisiana Purchase und die Ratifizierung des zwölften Verfassungszusatzes im Jahr 1804.
Nach dem Ende seiner Zeit im US-Repräsentantenhaus ist Walter Jones politisch nicht mehr in Erscheinung getreten. Er starb am 31. Dezember 1815 im Westmoreland County und wurde auf dem Familienfriedhof auf dem Anwesen Hayfield im Northumberland County beigesetzt.